# Estación Agustín Roca
Agustín Roca es una estación ferroviaria ubicada en la localidad del mismo nombre, partido de Partido de Junín, Provincia de Buenos Aires, Argentina.

## Servicios
El ramal dejó de transitar en 1977, por lo que actualmente no se prestan servicios de pasajeros.

## Historia
En el año 1885 fue inaugurada la Estación Agustín Roca, por parte del Ferrocarril de la Provincia de Buenos Aires, en el Ramal Pergamino - Junín.
La misma pertenecía al ferrocarril Mitre; cuando era operado por Ferrocarriles Argentinos pasaban más de 50 trenes de cargas y de larga deistancia hacia las provincias de Santa Fe y Córdoba 
La estación fue clausurada en 1977, actualmente no se opera ningún servicio.